# Jean-Baptiste Ladvocat
Pour les articles homonymes, voir Ladvocat.
Jean-Baptiste Ladvocat, dit (l'abbé) Vosgien, né le 3 janvier 1709 à Vaucouleurs et mort à Paris le 29 décembre 1765, est un homme de lettres, hébraïsant et lexicographe célèbre pour ses Dictionnaire géographique (Paris, 1747) et Dictionnaire historique portatif, etc. (Paris, 1752), ancêtres des petits Dictionnaires abrégés.
Il étudie le latin, la philosophie, la théologie, puis se retire dans la communauté des prêtres de Saint-Barthélémy. Agrégé au collège de Sorbonne, la chaire de théologie lui est confiée.
Nommé bibliothécaire, il a pour mission d'expliquer l'Écriture sainte selon le texte hébreu.

## Biographie
La vie de Jean-Baptiste Ladvocat est connue par ce qu'il en dit lui-même dans la préface de son Dictionnaire historique et bibliographique portatif et par l'Éloge de Monsieur l'abbé Ladvocat, Docteur, Professeur & Bibliothécaire, publié dans L'Année littéraire (1967) et dans Le Nécrologe des hommes célèbres de France de 1767.

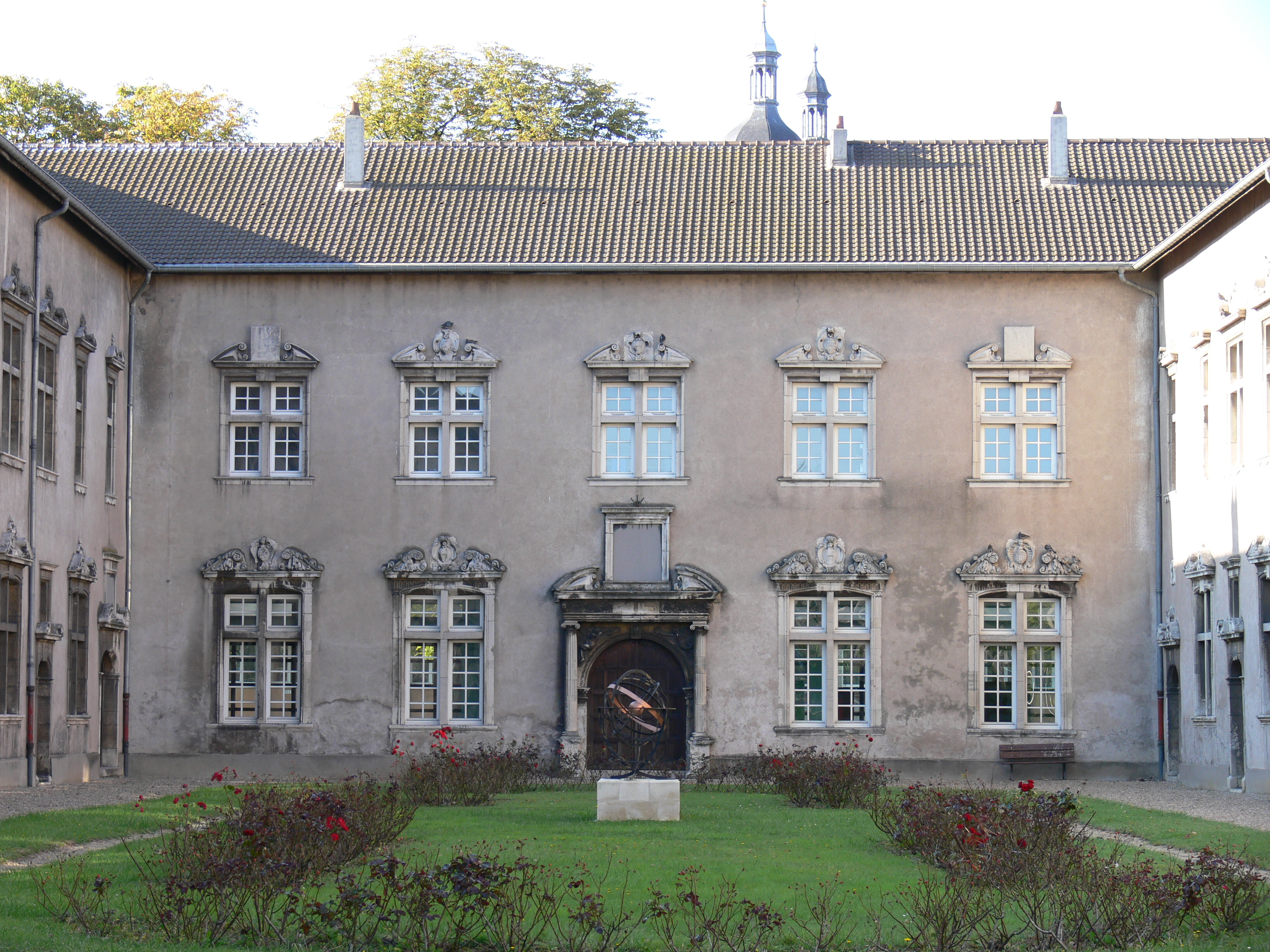
Façade de l'ancienne université de Pont-à-Mousson.

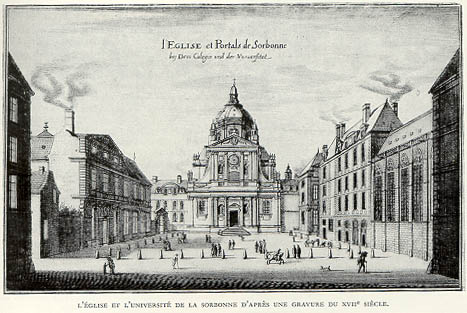
Le collège de Sorbonne au XVIIe siècle après sa reconstruction par Richelieu.

Fils de Claude Ladvocat, juge royal des Eaux et Forêts, maire perpétuel de cette ville, subdélégué de l'intendant et de Marie-Anne Lagny, il est le dixième de vingt-et-un enfants, fruits de ce mariage.
Il apprend à Vaucouleurs les éléments de la langue latine, puis continue ses premières études à Chaumont-en-Bassigny. Il fait ses humanités à Pont-à-Mousson. Ses succès en philosophie lui méritent d'en être appelé « le Prince », distinction que l'université de Pont-à-Mousson accorde au meilleur de ses élèves.
Les jésuites tentent de l'attacher à leur société, mais les parents de Jean-Baptiste Ladvocat, sourds à leurs sollicitations, l'envoient, sur le conseil de Mgr. Begon, leur évêque, à Paris.
Il est admis au séminaire de Saint-Louis pour recommencer la philosophie et faire son quinquennium. Très rapidement, ses supérieurs l'appliquent à la théologie et le mettent à la tête d'une conférence. Il subit les examens pour le baccalauréat en théologie et soulève les applaudissements.
Puis il se retire dans la communauté des prêtres de Saint-Barthélemy pour ne plus s'occuper que de l'étude. Il demande alors à être agrégé au collège de Sorbonne. Il est admis, en 1734, à l'hospitalité et, en 1736, à la société, étant déjà en licence. Il obtient unanimement la première place. Il est alors chargé de la cure de Domrémy.
Le 11 janvier 1740, la Sorbonne le choisit pour succéder à M. l'abbé Thierry, dans sa chaire de théologie. Il débute par deux traités fort recherchés, l'un sur les preuves de la religion, l'autre sur les conciles.
« M. l'abbé Ladvocat avait conçu la religion en grand ; et au lieu de se livrer à des raisonnements abstraits, il transporta l'histoire sacrée et ecclésiastique dans l'étude du christianisme, parce que c'est la seule preuve, qui soit assortie à la nature d'une religion fondée sur l'autorité d'une mission divine, confirmée par des prophéties et par des miracles. »
En 1742, il est nommé, en outre, bibliothécaire, en remplacement de l'abbé Guedier, avec la mission d'expliquer l'Écriture sainte selon le texte hébreu, double emploi qu’il conservera jusqu'à sa mort, d'une maladie de poitrine, à cinquante-six ans. En 1747, le caractère superficiel de L’Interprète des nouvellistes et des liseurs de gazette, d’Echard lui donna l'idée de son Dictionnaire géographique portatif.

## L'œuvre
Jean-Baptiste Ladvocat apparaît à la postérité comme un des hommes les plus érudits et les plus cultivés de la France de son époque.

### L'hébraïste

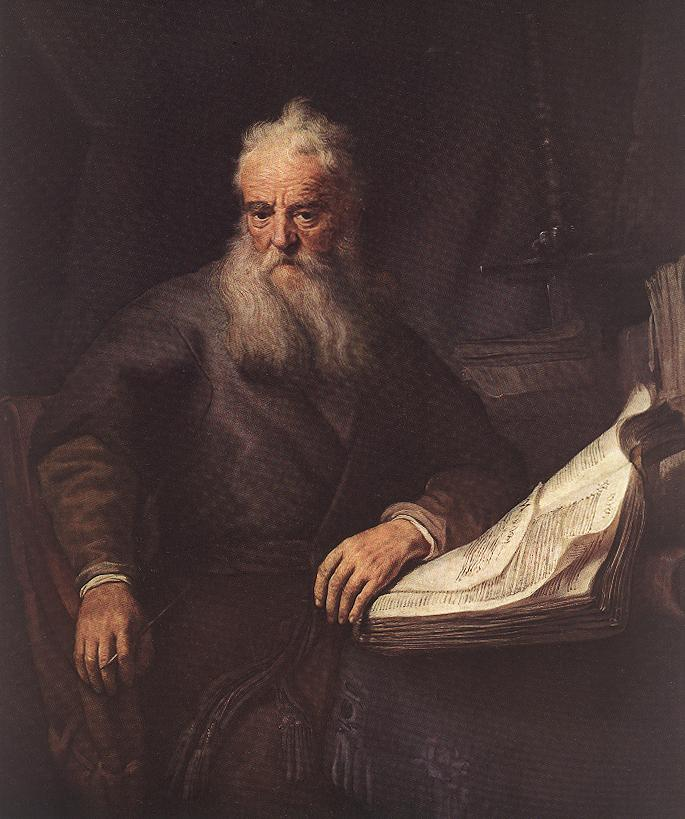
L'Apôtre Paul, peinture de Rembrandt (1635).

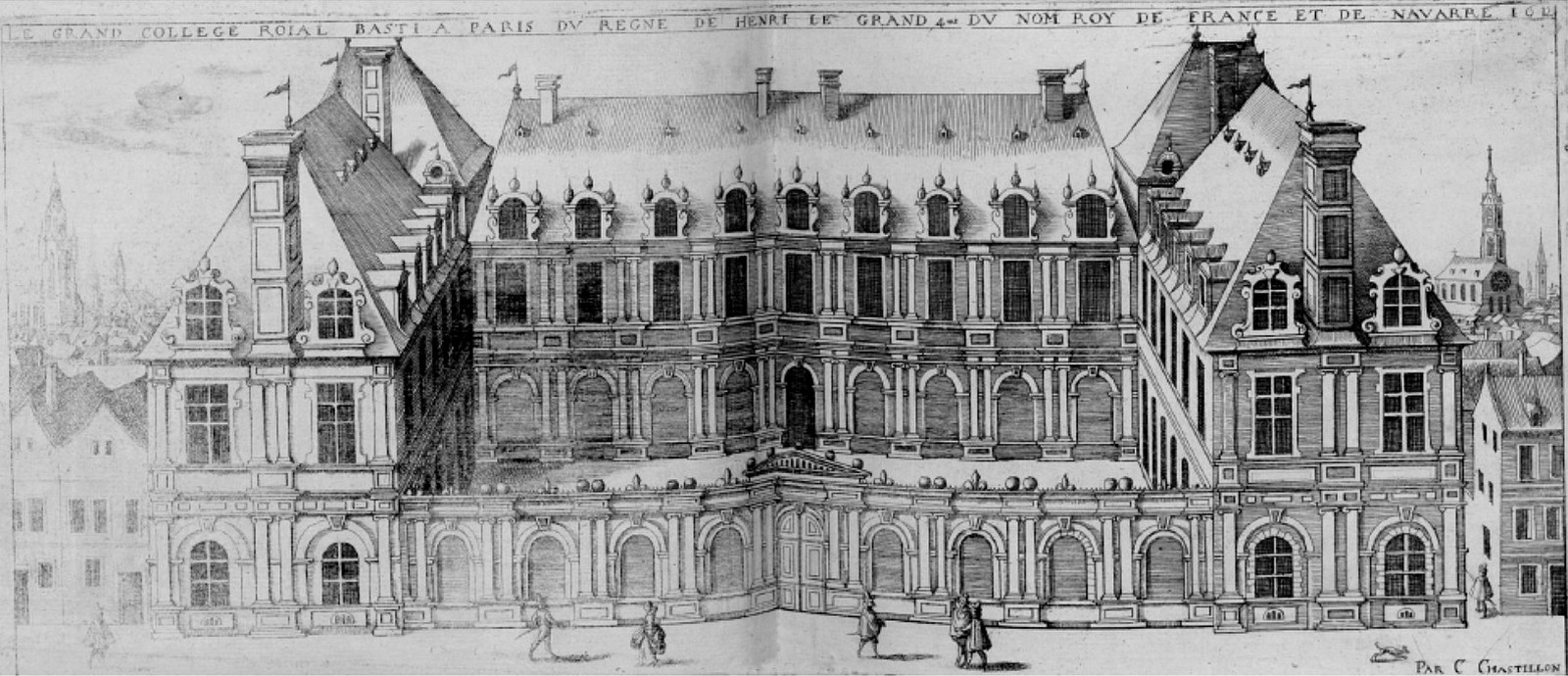
Le Collège Royal par Claude Chastillon (1612).

Ses principales recherches ont été accomplies pour satisfaire à son statut d'hébraïsant et d'hébraïste. Selon ses dires, dans ses dissertations, il s'est appliqué surtout à saisir le vrai sens des livres sacrés.
- Lettre sur le rhinocéros, 1749, in-8°, à M.***, Membre de la Société Royale de Londres[7], [8], ouvrage dans lequel il écrit ce qui est dit de cet animal dans le texte original de l’Écriture sainte à travers les différents auteurs anciens et modernes.
- Dissertation historique et critique sur le naufrage de Saint Paul (dans le Recueil R, Luxembourg, 1752, in-12, pp. 19-122)[9]. Il y fait voir que ce naufrage eut lieu non point à Malte mais à Meleda, près de Raguse. La Biographie universelle de Louis-Gabriel Michaud nous indique que : « Ce n'est guère qu'un extrait raisonné du livre de dom Ignace Giorgi, bénédictin de Raguse », intitulé : Paulus apostolus in mare quod nunc Venetus Sinus dicitur, naufragus, et Melitœ Dalmatiensis insulœ post naufragium hospes, Venise, in-4°. Une réponse est apportée à cet écrit : Discours apologétique du chanoine François Agius de Soldanis contre la dissertation historique et critique sur le naufrage de st. Paul dans la mer Adriatique, publiée par l'abbé Ladvocat[10].
- Grammaire hébraïque à l'usage des écoles de Sorbonne, avec laquelle on peut apprendre les principes de l'Hébreu sans le secours d'aucun maître, Paris, 1755, 1765, 1789, in-8°[11], nouvelle édition, revue et corrigée, Paris, in-8°. Prenant très à cœur la tâche qui lui est confiée par le duc d'Orléans, l'auteur se propose de rédiger une Grammaire pouvant être apprise en quinze jours ou en un mois au plus. Il ajoute à chaque lettre et à chaque mot hébreu sa prononciation en caractères romains. Les conjugaisons sont rangées et disposées en tables et en formules très commodes. Ces tables présentent, au premier coup d'œil, toutes les conjugaisons, tant régulières qu'irrégulières, leurs temps et leurs différences. M. Audran, professeur d'hébreu au Collège Royal[12], perfectionne cette méthode, et rend ces tables encore plus commodes. Enfin, Ladvocat, pour épargner à ses élèves le dégoût que les points et les accents ne manquent pas de leur causer, d'après les anciennes grammaires, en écarte toutes les minuties et toutes les inutilités, et n'en traite qu'autant que cela est nécessaire pour la prononciation et pour l'intelligence du texte sacré. L'abbé Ladvocat ne fait pas grand cas des points-voyelles, mais il est obligé de les enseigner pour se conformer aux conditions expresses fixées par le duc d'Orléans.
- Jugement et observations sur les traductions des Psaumes de M. Pluchs et de M. Gratien, et en particulier sur celles des RR. PP. capucins et de M. Langeais, à l'usage des écoles de Sorbonne, Paris, 1765, in-12 (ouvrage posthume). Ladvocat, qui professe une haute estime pour la savante école hébraïque des capucins de la rue Saint-Honoré, approuve leur traduction des Psaumes, comme censeur royal, mais il croit pouvoir relever en critique les erreurs qu'il y aperçoit. Il pense que tous les termes énigmatiques des capucins et toutes leurs hypothèses sont purement arbitraires et absolument dénués de preuves, que les systèmes en général sont plus propres à retarder qu'à faire avancer les progrès dans l'étude de l'hébreu et dans l'intelligence du texte sacré. Les capucins trouvent un vigoureux défenseur dans un ancien mousquetaire du roi, membre de l'académie de Rouen (Dom Jean de Saint-Paul), qui fait paraître un Appel du jugement rendu par M. l'abbé Ladvocat dans la cause où il s'est constitué juge de quatre traductions des Psaumes en français, 1765, in-12[13]. Cette réponse aux critiques mesurées de l'abbé Ladvocat est fort leste et se ressent extrêmement de l'ancienne profession de l'auteur. Les capucins répondent plus modérément (Principes discutés, tome 15).
- Lettre sur l'autorité des textes originaux de l'Écriture, et de Jugements sur quelques nouvelles traductions de l'Écriture sainte d'après le texte hébreu, 1766 (ouvrage posthume). Dans ce dernier, il réfute le système de l'abbé de Villefroy[14] et des capucins, ses élèves. On lui répond dans l'écrit intitulé : Appel du jugement rendu par M. Ladvocat dans la cause où il s'est constitué juge des quatre traductions des Psaumes, par Dom Jean de Saint-Paul, 1765, in-12[13]. L'abbé Ladvocat a donné un Dictionnaire historique portatif, en 2 vol. in-8°. On a une consultation de la Sorbonne, signée des docteurs le Fèvre, Ladvocat, Mercier et Joly, et datée du 28 février 1749, contre les sociétés de francs-maçons. Ils décident qu'il n'est pas permis de s'y faire initier, et insistent surtout sur le serment. Cette décision est motivée.
- Interprétation historique et critique du psaume LXVIII, Exurgat Deus (ouvrage posthume), 1767, in-12[15] (l'abbé du Contant a adopté le sentiment de Ladvocat). Dans une lettre au Père Houbigant, qui précède l'explication de ce psaume, l'abbé Ladvocat s'exprime ainsi : « J'ai toujours été persuadé qu'il était impossible de bien entendre l'Écriture sainte sans avoir un texte hébreu pur et correct ; autrement tous les commentaires portent à faux... Il est constant que toutes nos Bibles hébraïques, sans excepter la Bible d'Athias, en 1705, in-8°, sont imprimées sans goût, sans critique, sur les manuscrits les plus modernes et les moins corrects ; qu'elles sont pleines de fautes, de solécismes, de bévues et de défauts. Le moyen le plus sûr et le plus efficace de rétablir, autant qu'il est possible, le texte hébreu dans toute sa pureté est de comparer avec le texte hébreu d'aujourd'hui les versions des hexaples, les targums et toutes les autres anciennes versions. »

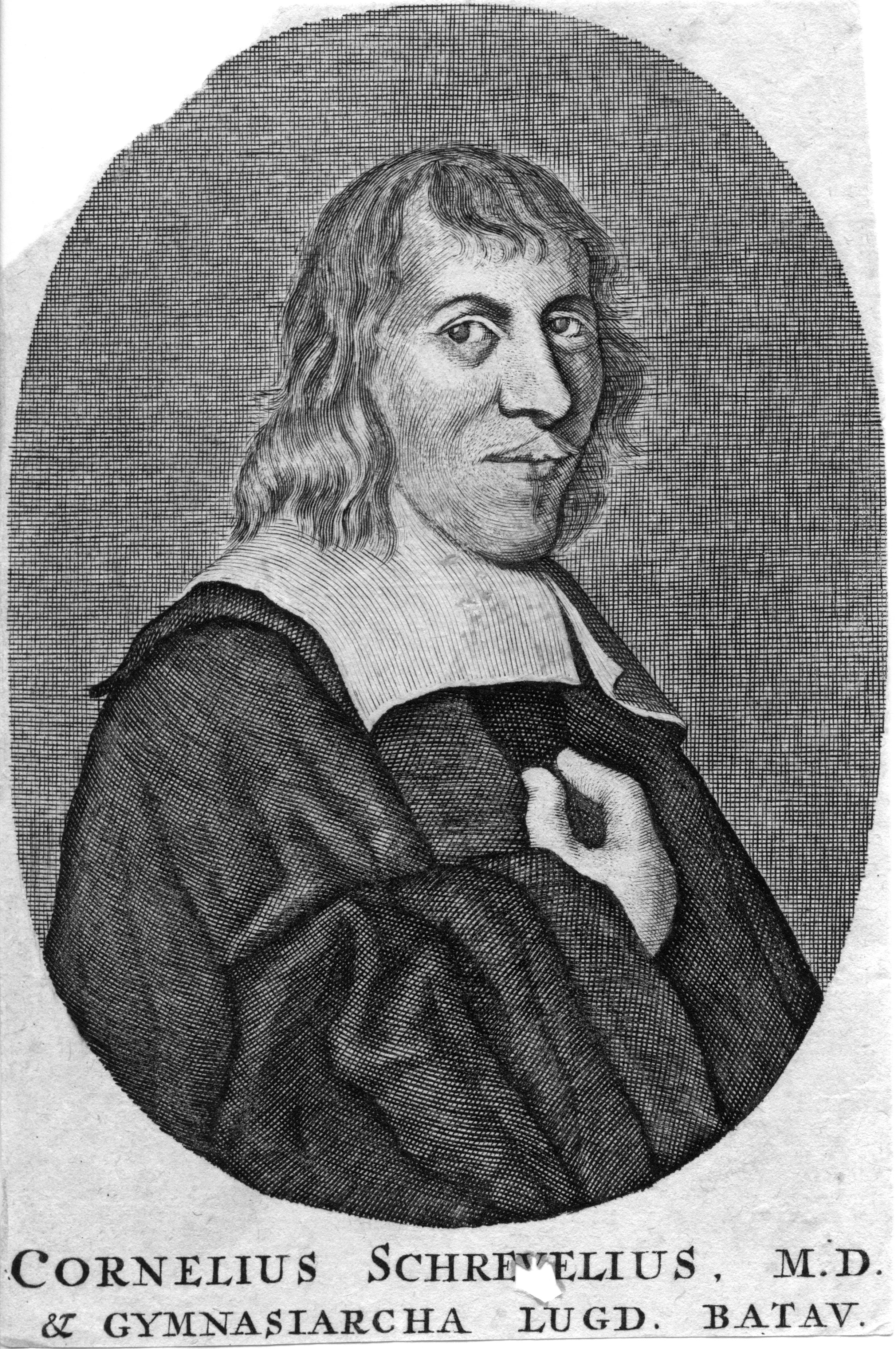
Cornelius Schrevelius.

Dans cette vue, Ladvocat se propose de donner :
- les Livres saints dont il expliquait en classe, chaque année, le texte hébreu et chaldéen ;
- un Dictionnaire hébreu dans le goût de celui de Cornelius Schrevelius pour le grec ;
- de courtes notes grammaticales, littérales et critiques, sur tout le texte hébreu de l'Ancien Testament, avec les diverses leçons tirées des manuscrits du Pentateuque samaritain, des paraphrases chaldaïques et des anciennes versions ;
- de petites dissertations sur les usages des Hébreux, et sur les endroits les plus difficiles et les plus importants du texte hébreu de la Bible.
- Tractatus de conciliis in genere, Caen, 1769 (ouvrage posthume)[16] ; Porto, 1773, in-8°[17]. Cet ouvrage est savant et utile ; mais la forme scolastique, que l'auteur a suivie, en rend la lecture pénible.
- Lettre de feu M. l'abbé Ladvocat dans laquelle il examine si les textes originaux de l'Écriture sont corrompus, et si la Vulgate leur est préférable, Amsterdam et Caen, in-8°[18]. Sa marche, dans cette lettre, se rapproche tantôt du P. Jean Morin et de Louis Cappel, tantôt du P. Houbigant, dont il était le zélé disciple ; il insiste beaucoup sur ce que les fautes du texte hébreu, quelque multipliées qu'elles soient, n'en détruisent point l'authenticité ni l'intégrité.
- Notice d'un manuscrit original apporté à Paris en 1764, envoyé par l'abbé Ladvocat, (insérée dans Le Journal des savants, août 1765)[19]. C'est un manuscrit estranghelo (c'est-à-dire relatif à un type de caractère de l'alphabet syriaque utilisé au début de l'ère chrétienne) du Pentateuque, écrit l'an 704 de notre ère. Ladvocat en donne les variantes les plus importantes, avec une savante notice sur Jacques, évêque d'Édesse, qui le fit rédiger.
- Lettre sur les deux premiers volumes du Nouveau Dictionnaire historique (de dom Chaudon)[20], insérée dans le Journal de Trévoux ou Mémoires pour servir à l'histoire des sciences et des arts, février 1766[21]. Ladvocat y critique sévèrement ce dictionnaire qui ne fait que répéter certains de ses articles ou certaines de ses erreurs mot à mot. (Voy. aussi Le Journal des savants de mars 1767)[22].

### Le polygraphe
- Dictionnaire géographique portatif ou Description de tous les royaumes, provinces, villes... des quatre parties du monde, 1747, in-8°[23], qu'il composa à Bagneux, près de Paris. Ce dictionnaire portatif, inspiré du Gazetteer d'Echard, a paru pour la première fois signé du nom de l'« abbé Vosgien[24] ». Plusieurs fois réimprimé, cet ouvrage est présenté comme une traduction de l'Interprète du Gasettier ou du Nouvelliste de l'auteur anglais Laurence Echard ; il se veut être un manuel de poche facile à utiliser. Joseph-Marie Quérard n’en mentionne pas moins de 10 éditions, de 1755 à 1817. La plus correcte est, semble-t-il, celle que Letronne a publiée en 1813 sous le nom d'Auguste L***, 1 vol. in-12. Dictionnaire géographique portatif, in-8°, Paris, 1747.

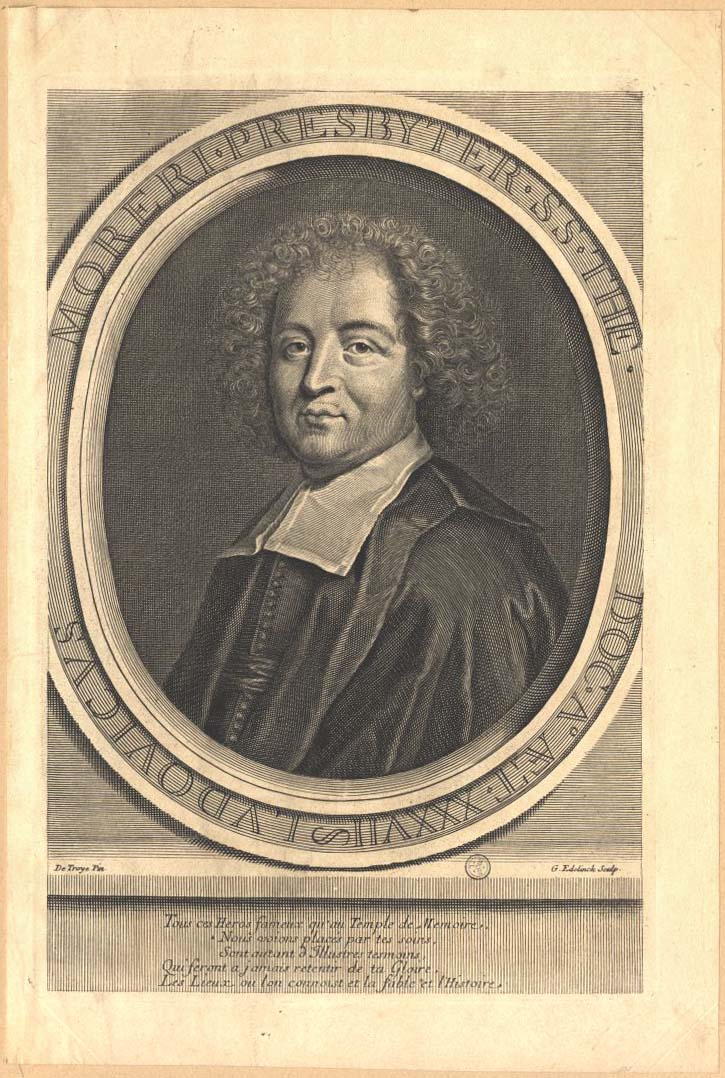
Louis Moréri (gravure de Gérard Edelinck)

- Dictionnaire historique portatif contenant l'Histoire des patriarches, des princes hébreux, des empereurs, des rois et des grands capitaines[25], 1752, 1755, 1760, 2 vol. in-8°, abrégé de Louis Moréri. L'auteur le composa pendant les vacances, à la campagne, par manière de délassement, et dans l'unique dessein de donner aux jeunes gens qui le consultaient souvent une juste idée de l'histoire et de la littérature. Ces paroles, qui sont de Ladvocat, donnent l'exacte mesure de l'ouvrage. Il fut fait par manière de délassement, c'est dire assez qu'il fourmille de fautes et d'inadvertances. Aussi l'abbé Saas s'éleva-t-il contre l'édition de 1760, dans une Lettre d'un professeur de Douai à un professeur de Louvain[26], Douai (Rouen), 1762, in-8°. Ce critique y trouve des fautes de toute espèce, et les relève avec beaucoup d'amertume et de hauteur. Le Dictionnaire historique de Ladvocat, publié d'abord en volumes in-8° et porté depuis à 4 volumes, n'est peut-être autre chose qu'un abrégé du Dictionnaire de Moréri. Les articles de géographie, d'antiquité et de généalogie ont disparu, mais ceux de mythologie ont été conservés. Du reste, l'auteur a eu le tort d'ajouter aux noms déjà trop multipliés du Moréri, ceux de beaucoup d'hommes de sa profession dont la postérité ne s'occupera guère ; et, vu les bornes étroites qu'il s'était prescrites, il n'a fait qu'une sèche et insignifiante nomenclature, à laquelle une certaine exactitude de dates, jointe à tous les avantages d'un volume très resserré, a donné pendant assez longtemps une espèce de vogue. Le Dictionnaire historique fut traduit en italien par l'abbé Palazzi, Milan, vol. in-8° ; et en allemand, Ulm, 1761, vol. in-8°. Après la mort de Ladvocat, M. Leclerc, libraire, ajouta successivement à ce Dictionnaire un et deux volumes, où l'on remarque de l'exactitude et des connaissances. Enfin, une nouvelle édition, revue, corrigée et continuée jusqu'en 1789, par une société de savants, de littérateurs et de bibliographes, en a été donnée à Paris, 1821-22, en 5 volumes in-8°. Le travail des nouveaux éditeurs forme un supplément imprimé à la fin du 5e volume. Cette édition a été faite pour servir d'introduction à la Biographie universelle et portative des contemporains, ou Dictionnaire historique des hommes vivants et des hommes morts depuis 1788 jusqu'à nos jours d'Alphonse Rabbe[27].

- Avec Paul Denis Burtin, Bibliothèque annuelle et universelle contenant un Catalogue de tous les livres qui ont été imprimés en Europe... pendant les années 1748 à 1750, Paris, Lemercier, 1751, 6 vol. in-12[28]. Quoique bien incomplète dans les premiers volumes, cette bibliographie périodique est commode, étant rangée par ordre de matières, et indiquant plusieurs pièces volantes insérées dans les journaux, et qui n'ont pas été tirées à part. Une table alphabétique, à la fin de chaque année, facilite les recherches.

L'Éloge historique de Monsieur l'abbé Ladvocat, Docteur, Professeur & Bibliothécaire se trouve en tête de l'explication du psaume Exurgat ; dans L'Année littéraire, 1766, t. 2  ; et dans Le Nécrologe de 1767.

### Ouvrages posthumes publiés à La Haye en 1767
- Jugement et observations sur les traductions des psaumes, 1765 ;

- Lettre sur l'autorité des textes de l'Écriture et de Jugements sur quelques nouvelles traductions de l'Écriture sainte d'après le texte hébreu, Caen, 1766, in-8° ;

- Dissertation sur le psaume LXVIII : Interprétation historique et critique du psaume LXVIII, Exurgat Deus, 1767[15] ;

- Tractatus de conciliis in genere, Caen, 1769, in-12[16].

### Sources
- Joseph-Marie Quérard, La France littéraire ou Dictionnaire bibliographique des savants, historiens et gens de lettres de la France, ainsi que des littérateurs étrangers qui ont écrit en français, plus particulièrement pendant les XVIIIe et XIXe siècles…, t. 4, 1830.
- Joseph-François Michaud et Louis-Gabriel Michaud, Biographie universelle ancienne et moderne ou Histoire, par ordre alphabétique, de la vie publique et privée de tous les hommes qui se sont fait remarquer par leurs écrits, leurs actions, leurs talents, leurs vertus ou leurs crimes (Michaud), 1811, 1819, 1847 ; le plus complet.
- Pierre Larousse, Grand Dictionnaire universel du XIXe siècle, français, historique, géographique, biographique, mythologique, bibliographique, littéraire, artistique, scientifique..., 1864.
- Camille Dreyfus et André Berthelot, La Grande Encyclopédie, t. 21, 1903.
- L'Éloge historique de Monsieur l'abbé Ladvocat, Docteur, Professeur & Bibliothécaire se trouve en tête de l'explication du psaume Exurgat ; dans l'Année littéraire, t. 2 ; et dans le Nécrologe de 1767.
- Jean-Baptiste Glaire, vicomte Joseph-Alexis Walsh, Joseph Chantrel, abbé Orse et Édouard Alletz, Encyclopédie catholique, répertoire universel et raisonné des sciences, des lettres, des arts et des métiers..., t. 13, P. Desbarres, 1848.
- Charles Weiss, Biographie universelle ou Dictionnaire historique, Furne, 1841.
- Michel Pierre Joseph Picot, Mémoires pour servir à l'histoire ecclésiastique pendant le dix-huitième siècle, t. 4, Adrien Le Clere, 1816 (lire en ligne), p. 315.